# Церква святого Юрія (Ужгородський замок)
Церква святого Юрія — храм, що існував на території Ужгородського замку в XIII-XVIII століттях. Перші згадки належать до 1248 року; у XVIII столітті церква була зруйнована пожежею та розібрана. У 1646 році в церкві святого Юрія було підписано Ужгородську церковну унію.

## Історія
У XIII столітті, згідно з археологічними дослідженнями, в Ужгородському замкові було зведено замкову церкву святого Юрія. Перша письмова згадка про неї датується 1248 роком. Протягом XIV—XVII століть церкву неодноразово перебудовували.
24 квітня 1646 року у храмі було укладено Ужгородську церковну унію, внаслідок якої на Закарпатті було створено уніатську (греко-католицьку) церкву. Акт об'єднання 63 православних закарпатських священників з Католицькою Церквою проголосили після урочистої літургії, яка відбулася у замковому костелі. Перед літургією містом пройшла урочиста процесія.
Кам'яна замкова церква не збереглася до наших днів. У 1728 році в Ужгородському замку розгорілася велика пожежа, яка спалила та зруйнувала і церкву святого Юрія. Замкові фортифікаційні споруди були відновлені до 1737 року, проте храм не відбудували. Остаточно храм був розібраний у 1762 році. Матеріали були використані на добудову костелу святого Юрія в Ужгороді. 1776 року було розроблено проєкт відбудови храму та перетворення його на собор, проте він так і не був реалізований.
До наших днів зберігся фундамент церкви. Він був відкритий під час археологічних розкопок у 1978 році. Останні розкопки в церкві проводилися у 2018—2019 роках.

## Архітектура
Археологічні розкопки свідчать, що храм побудований у XIII столітті. За час існування він був неодноразово перебудований.
На сході церкви був напівкруглий виступ — апсида. Перед нею стояв центральний неф. Поруч існувала поховальна крипта. При головному вході в храм височіла вежа, що, ймовірно, використовувалася як дзвіниця. Під час археологічних розкопок у церкві було знайдено понад 70 давніх поховань, прикраси та зброю.

## Галерея

Фундамент церкви
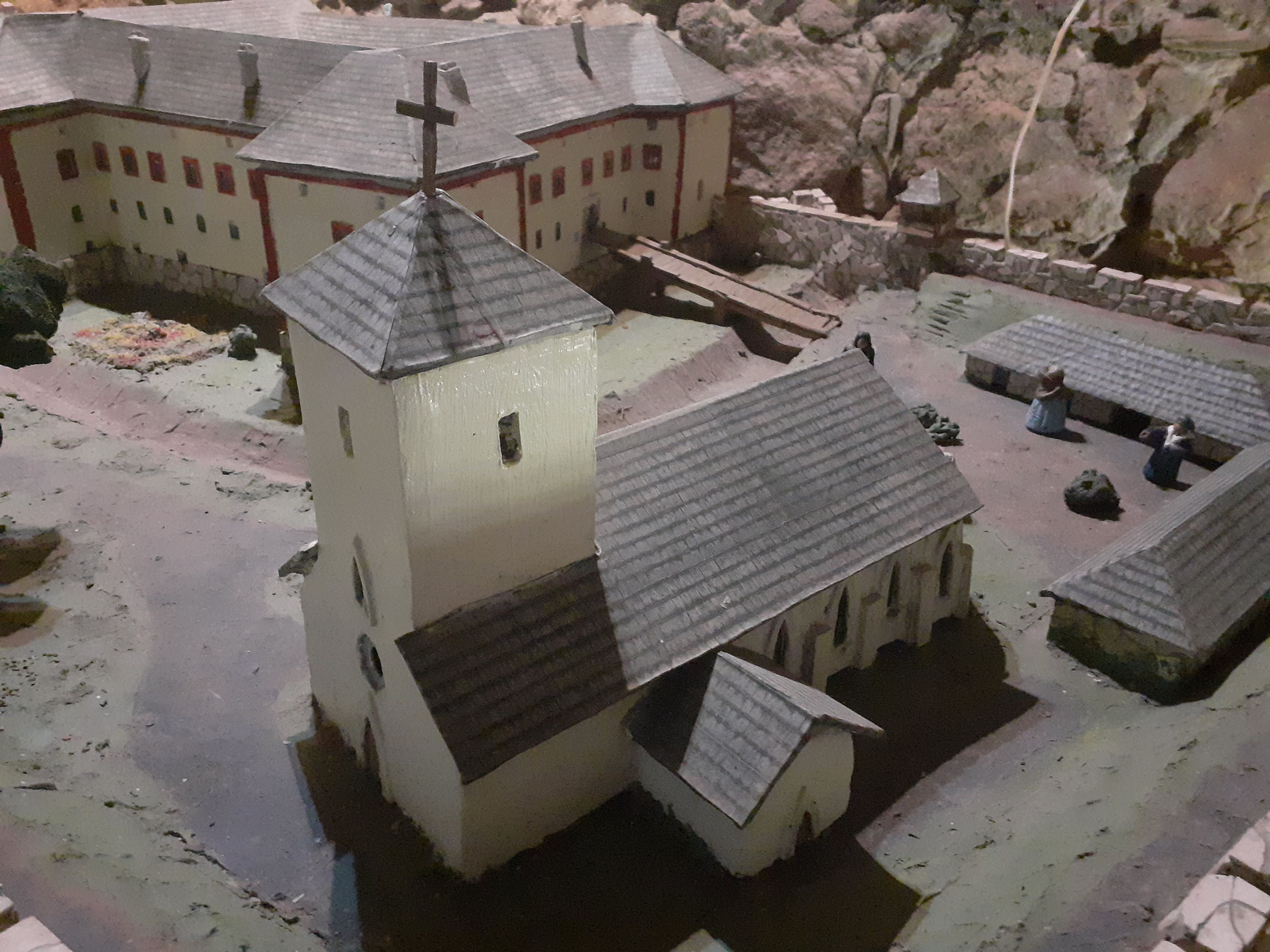
Макет-реконструкція церкви